# Верхній Токмак Перший
Верхній Токмак Перший — селище в Україні, у Чернігівській селищній громаді Бердянського району Запорізької області. Населення становить 431 особа (1 січня 2015). До 2020 орган місцевого самоврядування — Чернігівська селищна рада.
Селище тимчасово окуповане російськими військами 24 лютого 2022 року.

## Географія
Селище Верхній Токмак Перший знаходиться на лівому березі річки Сисикулак, вище за течією на відстані 1 км розташоване селище Верхній Токмак Другий, нижче за течією примикає село Пірчине. Через селище проходить залізниця, Верхній Токмак I.

## Історія
1898 — дата заснування.
7 (20) листопада 1917 року, відповідно до Третього Універсалу Української Центральної Ради, увійшло до складу Української Народної Республіки.
12 червня 2020 року, відповідно до Розпорядження Кабінету Міністрів України від  № 713-р «Про визначення адміністративних центрів та затвердження територій територіальних громад Запорізької області», увійшло до складу Чернігівської селищної громади.
19 липня 2020 року після ліквідації Чернігівського району село увійшло до Бердянського району.

## Населення
За даними перепису населення 2001 року, у селі мешкало 414 осіб. Мовний склад населення був таким:
| Мова       | Число ос. | Відсоток |
| ---------- | --------- | -------- |
| українська | 380       | 92,03    |
| російська  | 28        | 7,73     |